# ألدو سيزار دا سيلفا
ألدو سيزار دا سيلفا هو لاعب كرة قدم برازيلي، ولد في 9 يناير 1977 في اراغواري في البرازيل. لعب مع أتلتيكو مينيرو وجمعية بورتوغيزا الرياضية ونادي إيتوانو ونادي برازيليا ونادي غوياس ونادي فيغورينسي.